# NMS Elisabeta
NMS Elisabeta – rumuński krążownik pancernopokładowy z lat 80. XIX wieku. Został zwodowany 29 grudnia 1887 roku w brytyjskiej stoczni Armstrong w Elswick, a w skład Marina Regală Română wcielono go 5 listopada 1888 roku. Krążownik został rozbrojony w 1916 roku, po czym pełnił rolę okrętu dozorowego i hulku. Jednostkę złomowano w 1930 roku.

## Projekt i budowa
Niewielki krążownik pancernopokładowy „Elisabeta” został zamówiony przez Królestwo Rumunii w Wielkiej Brytanii i powstał w stoczni Armstrong w Elswick (numer stoczniowy 517)  . Stępkę okrętu położono 17 maja 1887 roku, a zwodowany został 29 grudnia 1887 roku . Budowę jednostki ukończono 10 września 1888 roku .

## Dane taktyczno-techniczne

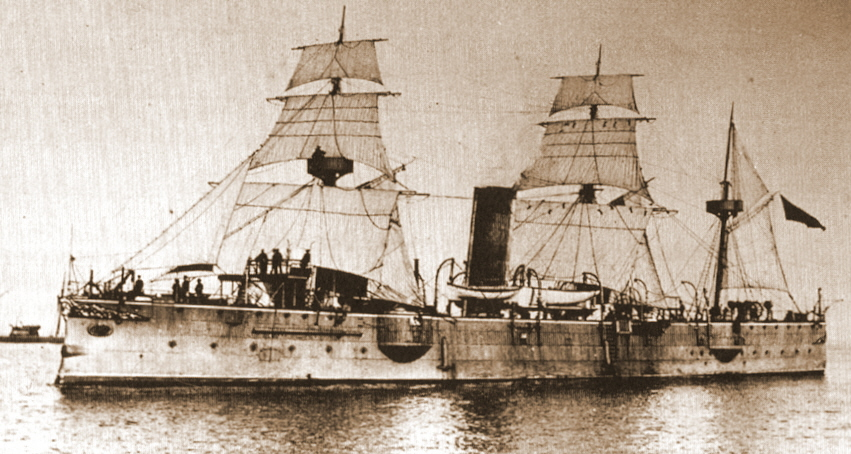
NMS „Elisabeta” pod żaglami

Okręt był krążownikiem pancernopokładowym o długości całkowitej 73 metry, szerokości 10,21 metra i średnim zanurzeniu 3,66 metra . Wyporność normalna wynosiła 1300 ton . Jednostka napędzana była przez dwie pionowe maszyny parowe potrójnego rozprężania o łącznej mocy 4700 KM, do których parę dostarczały cztery kotły cylindryczne . Prędkość maksymalna napędzanego dwiema śrubami okrętu wynosiła 17,3 węzła . Normalny zapas zabieranego węgla wynosił 80 ton, a maksymalny 300 ton .
Główną bronią artyleryjską jednostki były cztery pojedyncze działa kalibru 149 mm SK C/92 L/35 . Broń pomocniczą stanowiły cztery pojedyncze działa Nordenfelt kalibru 57 mm L/42 i cztery pojedyncze działka Hotchkiss kalibru 37 mm L/20 . Broń torpedową stanowiły cztery nadwodne pojedyncze wyrzutnie kalibru 356 mm: po jednej na dziobie, obu burtach i rufie .
Opancerzenie krążownika składało się z pancerza pokładowego o grubości 43 mm (zwężającego się do 25 mm na dziobie i rufie) wraz ze skosami o grubości zwiększonej do 86 mm .
Załoga okrętu składała się ze 190 oficerów, podoficerów i marynarzy .

## Służba
Krążownik NMS „Elisabeta” został wcielony do składu Marina Regală Română 5 listopada 1888 roku . Przed 1907 rokiem dokonano zmiany uzbrojenia artyleryjskiego okrętu, które od tej pory składało się z czterech pojedynczych dział St. Chamond kalibru 120 mm L/45 i czterech pojedynczych dział St. Chamond kalibru 75 mm L/35 . Krążownik został rozbrojony w 1916 roku, a zdjęte z niego działa trafiły na ląd . Następnie pełnił rolę jednostki dozorowej w rejonie Brațul Sulina, po czym został przebudowany na hulk i stacjonował w Gałaczu . Okręt został złomowany w 1930 roku .